# 国务院知识青年上山下乡领导小组
国务院知识青年上山下乡领导小组，是已撤销的国务院议事协调机构，领导知识青年上山下乡工作。

## 沿革
三年困难时期后，1962年5月中央工作会议决定，在1961年压缩城镇人口1000多万的基础上，1962年再减少城镇人口1000万。1962年5月21日，中共中央发出《关于减少职工和城镇人口的宣传要点的通知》。6月1日，国务院全体会议通过了《关于精简职工安置办法的若干规定》。10月16日至11月6日，国务院农林办公室遵照国务院总理周恩来签发的会议通知，首次召开国营农、林、牧、渔场安置家居大中城市精简职工和青年学生汇报会，首次将城镇知识青年上山下乡纳入国家计划，并开始有组织实施。为加强对该工作的领导，遵照周恩来指示，组建国务院农林办公室安置领导小组，陶恒馥（国务院农林办公室副主任）任组长，姜齐贤（农垦部副部长）任副组长。11月22日，中共中央、国务院批转了此次汇报会的报告。根据中共中央、国务院批示，国务院农林办公室安置家居大中城市精简职工和青年学生领导小组成立。国务院农林办公室安置家居大中城市精简职工和青年学生领导小组办公室由农垦部、林业部、水产部抽调干部组成，于1962年12月1日正式在农垦部办公，办公室主任徐力之（农垦部移民局副局长），副主任王熙斋（林业部劳资司副司长）、阎文康（水产部办公厅副主任）。各中央局农办及各省、自治区、直辖市也都成立了专门领导小组，设专门办事机构。1963年3月19日，中央决定将该工作委托各大区进行，以各大区农办为主、各省以人民委员会分管农垦工作的负责人为主，分别成立领导小组，以便与国务院农林办公室安置领导小组配合工作:28-32。
1963年8月，随着下乡对象和安置方向转变，中共中央、国务院决定将国务院农林办公室安置家居大中城市精简职工和青年学生领导小组改为中央安置城市下放职工和青年学生领导小组（简称“中央安置工作领导小组”），增补教育部、共青团中央、全国妇联的负责人为领导小组成员。
遵照国务院副总理谭震林指示，1963年6月29日到7月10日，中央安置工作领导小组召开了六个大区城市精简职工和青年学生安置工作领导小组长会议。会议确定今后安置城市青年学生下乡参加农业生产的主要方向是插入人民公社生产队（简称插队），其次是插入国营农、牧、林、渔场（简称插场），再其次是建立新的国营农、牧、林、渔场；安置对象主要为大中城市无法升学和就业的初、高中毕业生；要求各大行政区及各省、自治区、直辖市编制十五年安置规划。1963年8月19日，中共中央、国务院批转中央安置工作领导小组《关于城市精简职工和青年学生安置工作领导小组长会议的报告》，该报告是中央安置工作领导小组于1963年7月30日写成。
1964年1月9日，中共中央书记处总书记邓小平主持召开中央书记处会议，讨论中央安置工作领导小组《关于城市下乡插队经验交流会向中央的报告》及《中共中央、国务院关于动员和组织城市知识青年参加农村社会主义建设的决定（草案）》。1月16日，中共中央印发《中共中央、国务院关于动员和组织城市知识青年参加农村社会主义建设的决定（草案）》，遵照周恩来指示，将中央安置工作领导小组改为中央安置城市下乡青年领导小组，由国务院副总理谭震林任组长，陶恒馥任专职副组长，中央安置城市下乡青年领导小组办公室（安置办公室）设在国务院农林办公室内:42。
1964年5月6日，根据中共中央、国务院的指示精神，内务部、财政部、劳动部、粮食部、国家编制委员会联合发出通知，确定1964年全国安置工作机构的编制总额为4000人。1965年4月，上述五部委又通知增加2000名专职干部，使全国安置工作机构的行政编制达到6000人。
文化大革命爆发后，1966年下半年兴起红卫兵，上山下乡知识青年不少人回城上访、“造反”，仅在北京大串联、逗留的便有40多万人，中央安置城市下乡青年领导小组办公室被抄、被砸，工作人员先后两次搬家，转入地下继续办公，并编印了简讯《下乡上山战线》，与各地安置办公室交流情况。在最艰难的时候，中央安置城市下乡青年领导小组办公室受到国务院副总理李先念表扬:68。
1968年5月2日，中央安置城市下乡青年领导小组办公室向中央呈交《关于1968年城市知识青年上山下乡的请示报告》，就全国1966至1968届城镇初、高中毕业生上山下乡工作进行请示，这批知识青年后来人称“老三届”:78。1968年12月22日，《人民日报》发表《我们也有两只手，不在城里吃闲饭》报道，并在编者按中发表了毛泽东的“一二·二二指示”：“知识青年到农村去，接受贫下中农的再教育，很有必要。要说服城里干部和其他人，把自己初中、高中、大学毕业的子女送到乡下去，来一个动员。各地农村的同志应当欢迎他们去。”随即在全国各地掀起城镇知识青年“上山下乡”高潮，大批城镇知识青年乃至城镇居民离开城镇到农村劳动，全国城镇非农业人口再次下降:83。
1969年，大批机关干部下放五七干校劳动，国家机关精简撤并。1969年12月，在国务院机构调整中，撤销了国务院农林办公室和农业部。经请示国务院副总理李先念同意，原设在国务院农林办公室的中央安置城市下乡青年领导小组办公室迁至劳动部办公，由劳动部军代表负责领导。因为干部大部分下放五七干校劳动，该办公室仅留下两、三个人负责知青工作的日常事务:89。这时，中央安置城市下乡青年领导小组也已不复存在。
1970年5月12日，中共中央转发国家计委军代表《关于进一步做好知识青年下乡工作的报告》，即毛泽东批示“照办”的中发〔1970〕26号文件:92。1970年6月22日，中共中央批准国务院《关于国务院各部门建立党的核心小组和革命委员会的请示报告》，决定将国家计划委员会、国家经济委员会、国务院工业交通办公室、全国物价委员会、物资部、地质部、劳动部、国家统计局、中央安置城市下乡青年领导小组办公室9个单位合并组成国家计划革命委员会，劳动部变为国家计划革命委员会劳动局，中央安置城市下乡青年领导小组办公室变为国家计划革命委员会劳动局安置组:93。
1973年4月25日，毛泽东给福建省莆田县小学教师、下乡知识青年家长李庆霖复信称：“寄上300元，聊补无米之炊。全国此类事甚多，容当统筹解决。”此前李庆霖托人通过王海容将自己写的一封信转交给毛泽东，反映自己初中毕业的儿子下乡插队落户后遇到的困难，希望国家解决。4月27日，周恩来主持中央高层次会议，传达了毛泽东4月25日给李庆霖的复信，出席会议的有叶剑英、张春桥、李先念、王洪文、华国锋等党和国家领导人及国务院有关部委、中共北京市委负责人，会议决定：将毛泽东的复信印发全党，筹备召开全国知青工作会议；国务院成立国务院知识青年上山下乡领导小组，安置办公室从国家计划革命委员会回到农林部。根据周恩来指示，国务院知识青年上山下乡领导小组办公室于同年10月成立，负责人于驰前、张亚群、顾洪章，在农林部办公，由部长沙风主管:111-112。
1973年6月10日，中共中央发出〔1973〕21号文件，文件由周恩来起草，经中共中央政治局讨论，文件印发了毛泽东给李庆霖的复信，并附中共福建省委《关于认真学习毛主席给李庆霖同志信的通知》。6月20日至8月7日，根据中央决定，国务院在北京召开全国知识青年上山下乡工作会议，会议由国务院副总理华国锋主持:113。8月4日，经毛泽东审阅，中共中央转发《国务院关于全国知识青年上山下乡工作会议的报告》（中央〔1973〕30号文件）:118。
1974年1月1日，经国务院批准，成立国务院知识青年上山下乡领导小组办公室（简称“国务院知青办”）。全国有28个省、自治区、直辖市成立了名称不一的知青工作办事机构:124。
1974年1月28日，江青给河南省郏县广阔天地大有作为公社的上山下乡知识青年写信，派浩亮专程送去，并送去“批林批孔”材料。2月7日，江青给当地送信的消息传到北京，农林部副部长杨立功主持召开国务院知识青年上山下乡领导小组会议，准备以国务院名义向全国印发江青此信。国务院知识办请示周恩来后，将此事压下:127。
1976年1月19日，两名居住在陕西省农村的青年致信毛泽东和中共中央。其中一位是回乡知青，另一位是复员军人。两人在信的开头赞扬中国工业大发展，随后询问为何只从城市人或城市来的知青当中招工，而不从农民或回乡知青中招工。两人揭露部分城市知青仅仅是名字上山下乡，本人根本未到农村，满两年后未经贫下中农推荐便被招工。两人认为，城市招农民当工人更有利于缩小“三大差别”（即工业与农业之间、城市与农村之间、脑力劳动与体力劳动之间的差别）。
两人通过国务院副总理吴桂贤转呈此信。1976年2月1日，吴桂贤向毛泽东呈上此信，同时附一封吴桂贤自己写的信，表示赞同两人的观点。吴桂贤指出是中华人民共和国国家计划委员会决定不招回乡知青，吴桂贤还反映了陕西省咸阳地区的情况：大部分1968年上山下乡的知青已被招工返城，许多仅上山下乡两年的知青也已经离开农村，知青这样大批回城不利于上山下乡政策的推行。
1976年2月12日，毛泽东在信后批示：“印发政治局。知识青年问题，似宜专题研究。先作准备，然后开一次会，给以解决。”为落实该指示，国务院知青办建议成立领导小组，并且计划在1976年下半年内再次召开全国知识青年上山下乡工作会议。1976年2月23日，中共中央政治局通过了上述建议，决定任命陈永贵为国务院知识青年上山下乡领导小组组长。1976年5月7日（毛泽东“五七”指示发表十周年），经中共中央批准，国务院发出通知，宣布国务院知识青年上山下乡领导小组正式成立，国务院副总理陈永贵任组长，侯隽、顾秀莲、沙风任副组长。8月11日，国务院任命侯隽为国务院知识青年上山下乡领导小组常务副组长，享受军级待遇:142-143。鉴于沙风进入了小组，国务院知青办主任一职由于驰前接任。该小组开会学习毛泽东的指示，而上述两位知青的来信及吴桂贤的信则暂不散发。在工作会议准备期间，派出75名干部赴全国各地调查，寻找好的“扎根”典型和坏的“拔根”典型。回到北京，这些干部集中开会准备写报告，但彼此意见分歧严重，会还没开完就发生了1976年7月28日的唐山大地震，工作中断。1976年8月27日发出的报告内容受批邓反击右倾翻案风运动的影响，报告指出1975年不少知青在“拔根风”的影响下回城，奸污女知青事件持续发生，走后门现象日益严重，因此建议召开工作会议讨论上述问题。1976年9月9日毛泽东逝世，10月6日粉碎“四人帮”，这令原计划1976年11月召开的工作会议无限期推迟。
1977年4月15日，中共中央组织部下令调许法（四机部办公厅主任）、沈宝英（黑龙江省农委副主任）、曹洪鸣（江苏无锡县委书记，到任不久便返回无锡）、柏莉（山西昔阳县团委书记），组成以许法为组长的工作组进驻国务院知青办，负责揭批查运动，清理与“四人帮”有牵连的人和事，并且领导国务院知青办的工作，国务院知青办由农林部代管。1977年4月21日，国务院知青办通知各地，推迟召开全国知青工作会议。清理工作一直持续到1977年11月。为统一认识，筹备全国知识青年工作会议，经中共中央、国务院批准，1977年12月12日至1978年1月13日，国务院知青办召开了省、市、自治区知青办负责人座谈会。1978年4月9日，中央任命贾鲁峰为国务院知识青年上山下乡领导小组副组长兼办公室主任，但贾鲁峰实际未到职。
基于邓小平将上山下乡纳入城镇就业轨道的设想，1978年4月13日，中共中央批准了农林部《关于调整国务院知识青年上山下乡领导小组和办公室管理体制的报告》，决定调整领导小组成员，并将国务院知青办由农林部代管改由国家劳动总局党组领导。国务院知青办享受国务院直属局级待遇，与国家劳动总局合署办公。1978年4月30日，中共中央组织部发出任命通知，经中共中央批准，决定调建工部副部长许世平任国务院知青办主任。1978年5月8日，中共中央组织部批准国务院知青办成立党组，许世平任党组书记。许法、王进仁相继任党组副书记，党组成员先后有王广义、沈宝英、张亚群、顾洪章、周梦健。
1978年8月5日，中共中央、国务院批准了中共中央组织部、国务院政工小组、中华人民共和国农林部、中华人民共和国国家劳动总局、国务院知青办联名报送的《关于调整国务院知识青年上山下乡领导小组成员的报告》。调整后的小组由18人组成。组长仍为陈永贵，第一副组长康永和，副组长顾秀莲、许世平、赵凡、李宝光。8月15日，组长陈永贵主持召开了调整后的国务院知识青年上山下乡领导小组第一次会议，讨论并原则同意7月20日报送中共中央、国务院的《关于城镇知识青年上山下乡方针问题的请示报告》，并研究了举行全国知青工作会议的筹备问题:158-159。
1979年3月9日，中共中央任命王任重兼任国务院知识青年上山下乡领导小组组长，张秀山兼任副组长，免去陈永贵的组长职务:195。
1980年，国家已对知识青年上山下乡政策作出重大调整，对城镇中学毕业生实行城乡统筹，将城乡两个方面知识青年的工作统一起来。根据1980年6月30日中共中央书记处讨论知青工作的精神，确定国务院知青办工作在国家劳动总局党组统一领导下进行，撤销国务院知青办党组，行政机构暂不变动。
1981年11月25日，国家劳动总局、国务院知青办向国务院万里呈交《关于国务院知青办和国家劳动总局进一步合署办公的请示报告》，提出在今后一个时期，城镇青年就业任务繁重，为贯彻中共中央、国务院《关于广开门路，搞活经济，解决城镇就业问题的若干决定》精神，加强城镇劳动就业的统筹管理，拟在国家劳动总局下设就业司，由国务院知青办和国家劳动总局有关单位人员组成，统管知青场队工作和插队知青遗留问题，对外继续保留国务院知青办的牌子，国务院知青办印章继续使用。该报告还提出，各省、自治区、直辖市知青办和劳动局尚未合署办公或者合并的，也可依此精神办理。国务院领导批准了该报告:190-191。至此，城镇知识青年上山下乡运动基本结束，遗留问题统一由劳动部门解决:191。1982年3月24日，国务院组建劳动人事部，国家劳动总局被撤并。
在城镇知识青年上山下乡过程中，各省、自治区、直辖市的知青领导小组和办事机构基本上是上下对口设置，一般由主要领导担任领导小组组长。知青办大多数是厅（局）级机构。全国除了西藏自治区以外的地、县级也大都设立了知青领导小组和办公室。根据1974年的统计，各级办事机构有13541名专职干部。国务院知青办和国家劳动总局合署办公后，地方知青办也参照中央的做法陆续改变知青办的归属。1983年地方政府机构改革，各地知青办均已撤并，由劳动部门处理知青工作的遗留问题。
1988年11月7日，《国务院办公厅关于国务院已撤三十八个非常设机构的通知》（国办函〔1988〕81号）发出，内称“根据国务院机构改革方案，国务院已经撤销了科技领导小组等三十八个国务院非常设机构，并已发过文（国办通〔1988〕53号）”，其中包括国务院知识青年上山下乡领导小组。

## 组成人员
| 1962年11月22日国务院农林办公室安置家居大中城市精简职工和青年学生领导小组成立时的组成人员是： 组长 - 陶恒馥（国务院农林办公室副主任） 副组长 - 姜齐贤（农垦部副部长） 成员 - 申平（财政部） - 郗占元（劳动部） - 李哲人（国家经委） - 王耕今（国家计委） - 惠中权（林业部） - 金城（水产部） | 1963年8月中央安置工作领导小组成立时的组成人员是： 组长 - 陶恒馥（国务院农林办公室副主任） 副组长 - 姜齐贤（农垦部副部长） 成员 （不详） |

| 1964年1月16日中央安置城市下乡青年领导小组成立时的组成人员是： 组长 - 谭震林（国务院副总理） 专职副组长 - 陶恒馥（国务院农林办公室副主任） 成员 （不详） |

| 1976年5月7日国务院知识青年上山下乡领导小组成立时的组成人员是： 组长 - 陈永贵（国务院副总理） 常务副组长 - 侯隽（1976年8月11日任命）:142-143 副组长 - 侯隽（专职副组长） - 顾秀莲（国家计委副主任） - 沙风（农林部部长）:142-143 - 贾鲁峰（1978年4月9日任命，未到职） 成员 - 刘冰倩（国务院办公室） - 董加耕（团中央） - 姚力（教育部） - 杨贵（公安部） - 王丙乾（财政部） - 黄树则（卫生部） - 赵发生（商业部） - 康永和（劳动总局） - 徐光霄（出版总局） - 王常柏（组织部） - 肖泽映（人民日报社） - 解力夫（新华社） - 田维新（总政治部） - 张世忠（总工会） - 杨富珍（全国妇联） - 于驰前（知青办） - 王磊（北京市委） - 薛喜梅（河南省下乡知青） - 李庆霖 | 1978年8月调整后的组成人员是： 组长 - 陈永贵（1979年3月9日免职，中共中央政治局委员、国务院副总理） - 王任重（1979年3月9日任命，国务院副总理）:195 第一副组长 - 康永和（国家劳动总局局长） 副组长 - 顾秀莲（国家计委副主任） - 许世平（国务院知青办主任） - 赵凡（农林部副部长兼国家农垦总局局长） - 李宝光（全国妇联领导小组副组长） - 张秀山（1979年3月9日任命，国家农委副主任）:195 成员 - 陈永贵（中共中央政治局委员、国务院副总理） - 顾秀莲（国家计委副主任） - 刘冰清（国务院办公室党组成员） - 关山复（最高人民检察院秘书长） - 王国权（民政部副部长） - 赵凡（农林部副部长兼国家农垦总局局长） - 刘仲侯（教育部副部长） - 席国光（公安部副部长） - 谭云鹤（卫生部副部长） - 王丙乾（财政部副部长） - 赵发生（商业部副部长） - 康永和（国家劳动总局局长） - 罗志卿（国家物资总局党组副书记） - 徐立清（解放军总政治部副主任） - 黄民伟（全国总工会书记处书记） - 李宝光（全国妇联领导小组副组长） - 许世平（国务院知青办主任） - 许法（国务院知青办副主任）:158-159 |

## 办事机构
国务院农林办公室安置家居大中城市精简职工和青年学生领导小组的办事机构是国务院农林办公室安置家居大中城市精简职工和青年学生领导小组办公室。中央安置城市下放职工和青年学生领导小组的办事机构是中央安置城市下放职工和青年学生领导小组办公室。中央安置城市下乡青年领导小组的办事机构是中央安置城市下乡青年领导小组办公室。后改设国家计划革命委员会劳动局安置组。国务院知识青年上山下乡领导小组的办事机构是国务院知识青年上山下乡领导小组办公室（简称“国务院知青办”）。历任主任、副主任是：
国务院农林办公室安置家居大中城市精简职工和青年学生领导小组办公室
| 主任 - 徐力之（1962年11月—1963年8月，农垦部移民局副局长）:28-32 | 副主任 - 王熙斋（1962年11月—1963年8月，林业部劳资司副司长）:28-32 - 阎文康（1962年11月—1963年8月，水产部办公厅副主任）:28-32 |

中央安置城市下放职工和青年学生领导小组办公室
| 主任 - 徐力之（1963年8月—1964年1月，农垦部移民局副局长） | 副主任 - 王熙斋（1963年8月—1964年1月，林业部劳资司副司长） - 阎文康（1963年8月—1964年1月，水产部办公厅副主任） |

中央安置城市下乡青年领导小组办公室
| 主任 - 于驰前（1964年1月—1970年6月） | 副主任 - 徐力之（1964年1月—？，农垦部移民局副局长） |

国家计划革命委员会劳动局安置组
| 组长 - 于驰前（1970年6月—1973年10月） | 副组长 - 张亚群（1972年3月—1973年10月） - 顾洪章（？—1973年10月） |

国务院知识青年上山下乡领导小组办公室
| 负责人 - 于驰前、张亚群、顾洪章（1973年10月—1976年5月，由沙风主管） 主任 - 于驰前（1976年5月—1977年4月15日） - 许法（1977年4月15日—1978年4月，工作组组长） - 贾鲁峰（1978年4月9日任命，未到职） - 许世平（1978年4月30日—12月31日逝世，国家劳动总局副局长、党组副书记） | 副主任 - 张亚群（1976年5月—1977年4月15日；1978年—1982年4月） - 顾洪章（1976年5月—1977年4月15日） - 许法（1978年—？） - 王进仁（1978年—？） - 王广义（1978年—？） - 沈宝英（1978年—？） - 赵凡（1978年—？，农林部副部长、农垦总局局长） |